# Leuven Bears in het seizoen 2024/25
Het seizoen 2024/2025 was het 22e jaar in het bestaan van de Leuvense basketbalclub Leuven Bears sinds de fusie in 2003.  

## Verloop
De club kwam voor een vierde seizoen uit in de BNXT League. Volgende spelers verlieten de club voor de start van het nieuwe seizoen: alle Amerikanen, Arne Schrevens, Thibault Vanderhaegen en Noah Meeusen. Nieuwe spelers waren: de Belgen Wen Mukubu, Steff Schauvlieger, Victor Vanderstraeten en Roby Rogiers, de Amerikanen Casey Benson, JJ Overton, Aaron Carver en Noah Baumann. Nadien tekenden ook nog de Amerikaan Noah Freidel en de Belg Mattias Palinckx. Eind september 2024 verliet de Nederlander Sam Huurman de ploeg en tekende bij het Nederlandse ZZ Leiden.
In november 2024 werd de Amerikaan Terry Armstrong aangetrokken. JJ Overton verliet de ploeg midden december 2024.
In de beker wonnen de Bears van BBC Falco Gent, Kangoeroes Mechelen en Kortrijk Spurs maar verloren in de finale van BC Oostende. In het reguliere seizoen van de BNXT League werden de Bears zevende en kwalificeerde hiermee voor de play-offs. In de play-offs verloren ze in de kwartfinale van Kortrijk Spurs.

## Ploeg
Antwerp Giants ·
Brussels Basketball ·
Den Helder Suns ·
Donar ·
Feyenoord ·
Heroes Den Bosch ·
Kangoeroes Basket Mechelen ·
Kortrijk Spurs ·
Landstede Hammers ·
Leuven Bears ·
Limburg United ·
LWD Basket ·
Okapi Aalst ·
Oostende ·
PrismaWorx BAL ·
Spirou Charleroi ·
QSTA United ·
Union Mons-Hainaut ·
ZZ Leiden